# Nowy Dwór (Międzyrzecz)
Pour les articles homonymes, voir Nowy Dwór.
Nowy Dwór (prononciation : [ˈnɔvɨ ˈdvur]) est un village polonais de la gmina de Skwierzyna dans le powiat de Międzyrzecz de la voïvodie de Lubusz dans l'ouest de la Pologne.
Il se situe à environ 10 kilomètres à l'est de Skwierzyna (siège de la gmina), 21 kilomètres au nord de Międzyrzecz (siège du powiat) et 29 kilomètres au sud-est de Gorzów Wielkopolski (capitale de la voïvodie).

## Histoire
Avant 1945, ce village était sur le territoire de l'Empire allemand dans le Royaume de Prusse dans la province de Brandebourg sous le nom de Neuhaus. (voir Évolution territoriale de la Pologne)
De 1975 à 1998, le village appartenait administrativement à la voïvodie de Gorzów .

Depuis 1999, il appartient administrativement à la voïvodie de Lubusz